# أوسمة عسكرية عراقية
الأوسمة العسكرية العراقية هي مجموعة من الاوشحة والأنواط والاوسمة التي تمنح للعسكريين في القوات المسلحة العراقية أو المدنيين الذين يقدمون خدمات جليلة للشعب العراقي في السلام وأثناء الحروب.

## ترتيب الأوسمة والأنواط
1. قلادة الرافدين ووسام الرافدين ونوط الرافدين
2. الوسام الهاشمي
3. وسام الملك فيصل الأول
4. الوسام الجمهوري
5. وسام وأنواط القوة الجوية
6. وسام الجدارة
7. نوط الشجاعة
8. نوط الخدمة العامة
9. نوط حركات مايس 1941
10. نوط حرب فلسطين 1948
11. نوط الحرب 1939-1945
12. نوط النصر1945
13. نوط التتويج 1952
14. نوط الإنقاذ 1954
15. نوط 14 تموز 1958
16. نوط 14 رمضان 1963
17. نوط حركة 18 تشرين 1963
18. نوط ثورة 17 تموز
19. نوط قمع العصيان
20. نوط التعاون
21. نوط السلام
22. نوط اليوبيل الذهبي للجيش العراقي
23. نوط 6 تشرين 1973
24. نوط الجريح
25. نوط أم المعارك
26. وسام القادسية
27. وسام أم المعارك
28. نوط الاستحقاق العالي
29. نوط التكاتف الوطني
30. نوط النهضة الملكي
31. وسام الاستقلال الملكي
32. نوط الالتزام المشترك
33. وسام الوطن
34. وسام الشجاعة

وكذلك هناك أنواط منحت للشرطة العراقية والدفاع المدني:-
1. نوط الشرطة للخدمة العامة 1953
2. نوط الشرطة للخدمة الممتازة 1953
3. نوط الدفاع المدني

أما الأنواط المدنية فهي:
1. نوط الهلال الأحمر العراقي
2. نوط حماية الطفل
3. نوط الطيران
4. نوط الجمعية الزراعية
5. أنواط المصارف والتجارة
6. وسام الوركاء للتميز والإبداع
7. نوط أمانة العاصمة
8. وسام الأستاذية
9. شاره الماجدة للأبداع
10. وسام الشهيد
11. وسام العلم
12. وسام ونوط العمل

وهناك أوسمة وأنواط أخرى صدرت في فترة حكم حزب البعث مثل:
1. وسام الثورة
2. شارة الحزب
3. شارة أم المعارك
4. وسام أم الشهيد
5. وسام زوجة الشهيد
6. آوسمة التبرع بالذهب

## إلغاء الأوسمة
كل الاوسمة السابقة قد ألغاها مجلس النواب العراقي بقانون رقم 15 لسنة 2012، ألغى بموجبه قانون الأوسمة والأنواط رقم 95 لسنة 1982، وقد قرر القانون الجديد ثلاثة أنواع من الأوسمة والأنواط وهي: وسام الوطن ووسام الشجاعة ونوط التكاتف الوطني وحتى الآن لم تصمم أشكال هذه الأوسمة ولم تمنح لأي شخص في العراق أو خارجه وقد ألغى القانون الجديد جميع الأوسمة والأنواط السابقة عدا نوط حركة مايس ونوط فلسطين ونوط الخدمة العامة.

## روابط خارجية
- عرض لكافة الانواط العراقية مع معلومات عنها - موقع ارشيف العراق المصور
- http://www.aawsat.com/details.asp?issueno=10626&article=486473%5Bوصلة+مكسورة%5D
- https://www.noor-publishing.com/catalog/details//store/gb/book/978-620-2-34789-1/الاوسمة-والانواط-العسكرية-والمدنية-وقوانينها-في-الدولة-العراقية 2017
- كتاب قوانين وأنظمة الاوسمة والأنواط العراقية طبعة عام 1973